# Zunhua
Zunhua (chiń. 遵化; pinyin Zūnhuà) – miasto na prawach powiatu we wschodnich Chinach, w prowincji Hebei, w prefekturze miejskiej Tangshan, u podnóży Yan Shan. W 2000 roku liczba mieszkańców miasta wynosiła 683 662. Ośrodek przetwórstwa rolno-spożywczego, przemysłu chemicznego, metalowego, a także wyrobu biżuterii.

## Historia
Miejscowość znana była pierwotnie pod nazwą Beiping (北平). W okresie dynastii Tang na terenie dzisiejszego miasta utworzono powiat Zunhua. W 1661 roku wzniesiono w miejscowości grobowce dynastii Qing, co przyczyniło się podniesienia Zunhua do rangi prefektury w 1676 roku. W 1913 roku Zunhua zostało zdegradowane do rangi powiatu. W 1992 roku nadano miejscowości prawa miejskie.